# Bandh

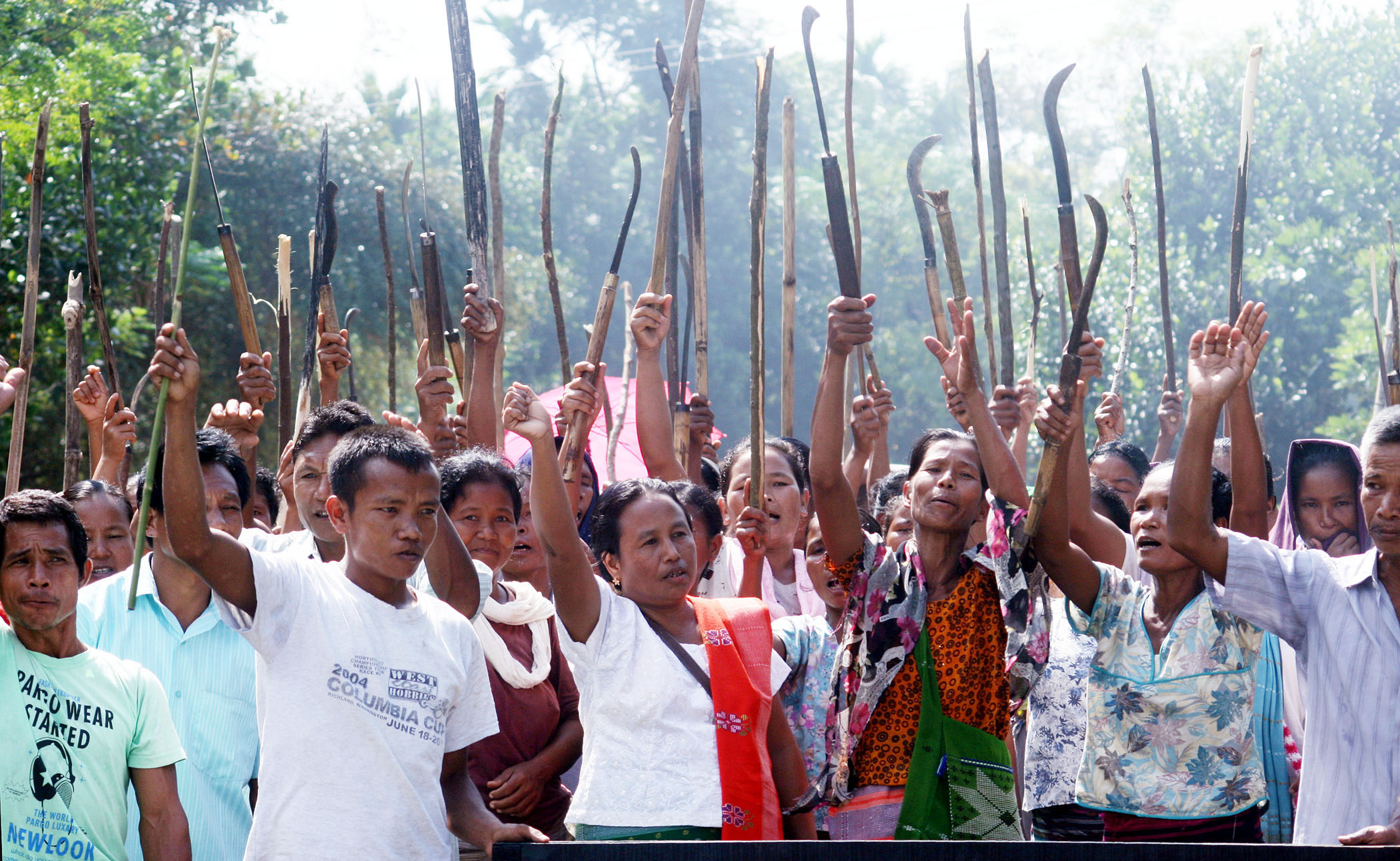
Um bandh organizado pelo Conselho Nacional Garo em Goalpara, Assam, 2013

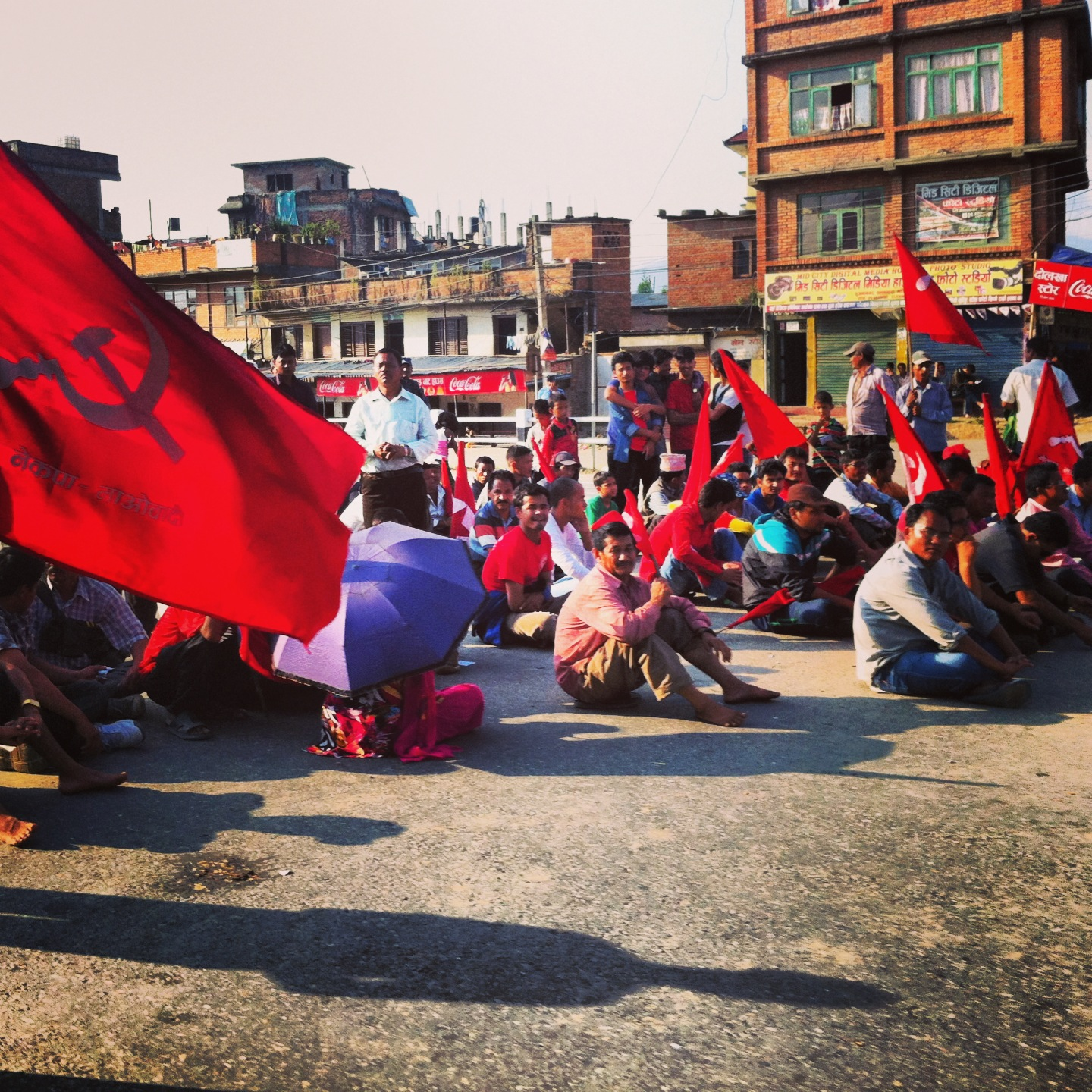
Um bandh no Nepal. Os manifestantes organizaram o movimento em protesto contra o aumento do preço dos combustíveis.

Bandh é uma forma de protesto usada por ativistas políticos em países sul-asiáticos, tais como Índia e Nepal. É similar a uma greve geral. Durante um bandh, um partido político ou uma comunidade declaram uma greve geral. Por exemplo, um Bharat bandh é um chamado para um bandh em toda a Índia, embora o chamado para tais eventos possa ser localizado em estados ou municípios.
A comunidade ou partido político que declarou o bandh espera que a população em geral permaneça em casa e não compareça ao trabalho. Os lojistas devem manter o comércio fechado e os integrantes do transporte público (ônibus, táxis, etc.) não devem sair às ruas e transportar passageiros. Houve casos de grandes metrópoles que foram levadas a um impasse causado pela total paralisação das atividades.
Um bandh é um meio poderoso de desobediência civil e, em função de seu grande impacto nas comunidades onde é declarado, é uma forma de protesto muito temida pelos governos.
Invasões de propriedades, fechamentos à força, incêndios criminosos, apedrejamentos, e escaramuças entre os manifestantes e a polícia são comuns durante o período de fechamento.

## Proibição
O Supremo Tribunal da Índia decidiu contra qualquer forma de hooliganismo sob o título de bandh em 1998, mas os partidos políticos ainda os organizam. Em 2004, esse tribunal multou dois paridos políticos, o Partido do Povo Indiano (BJP) e o Shiv Sena, por terem organizado um bandh em Bombaim como protesto contra ataques a bomba recentemente acontecidos na cidade.  O governo de Bengala Ocidental também proibiu os bandhs frequentemente liderados pelo Partido Comunista da Índia. 

## Bandhsfamosos
Bandh foi um fenômeno comum conduzido pelo Partido do Congresso nos lugares onde estava na oposição.  A Aliança Democrática Nacional e outros 13 partidos fizeram um chamado por um bandh nacional em 5 de julho de 2010, para protestar contra o aumento do preço dos combustíveis. Este bandh impediu os indianos de darem seguimento a muitas de suas atividades diárias, especialmente em estados governados pela Aliança e pela esquerda. No Nepal, os chamados por bandhs aumentaram em função da instabilidade política.
Um Bharat bandh foi chamado pela Aliança, na oposição,  em 31 de maio de 2012, para protestar contra o aumento da gasolina.
Em 20 de setembro de 2012, o BJP e outros partidos fizeram o chamado por um bandh nacional em resposta às reformas na economia conduzidas pelo primeiro-ministro Manmohan Singh e seu ministro da fazenda Palaniappan Chidambaram. Dentre as principais queixas estavam o corte nos subsídios para o óleo diesel e o gás de cozinha, assim como a decisão de permitir aos investidores estrangeiros a possibilidade de detenção da maioria de ações no setor do varejo, incluindo supermercados e lojas de departamento.